# Cutie Honey (serie animata)
Cutie Honey (キューティーハニー?, Kyūtī Hanī) è una serie televisiva anime prodotta dalla Toei Animation nel 1973 ed ispirata al manga Cutie Honey di Gō Nagai iniziata appena due settimane prima sulla rivista Shonen Champion della Akita Shoten. la serie è andata in onda per venticinque episodi dal 13 ottobre 1973 al 30 marzo 1974 su TV Asahi.

## Trama
Cutie Honey è un androide creato dal Prof. Kisaragi. Su di lei è stata investita una speciale tecnologia (la  (空中元素固定装置?, kūchū genso kotei sôchi) che le permette di creare alcuni oggetti dal nulla. La malvagia organizzazione Panther Claw, guidata da un essere primordiale chiamato Panther Zora e dalla sua giovane discendente Sister Jill, è tuttavia assolutamente interessata ad accaparrarsi questa speciale tecnologia. Nel tentativo di saccheggiare il laboratorio, l'organizzazione finisce per uccidere il Prof. Kisaragi. Furiosa, Honey giura vendetta nei confronti dell'organizzazione che le ha portato via il suo creatore/padre. Inizialmente Honey non è a conoscenza del fatto di essere un androide.
Honey viene accolta in casa dal gentile Danbei Hayami e dai suoi due figli, il giornalista Seiji ed il giovane Junpei. Fingendosi una normale ragazza di sedici anni, per sfuggire alle grinfie di Sister Jill (che oltretutto è letteralmente innamorata di Honey), si iscrive presso la scuola femminile Saint Chapel. La sua migliore amica a scuola è la graziosa Aki "Nat-chan" Natsuko, che come la maggior parte delle compagne a scuola, ha un debole per Honey.

## Personaggi e doppiatori
- Eiko Masuyama: Honey Kisaragi/Cutie Honey
- Jouji Yanami: Professor Kisaragi
- Kazuko Sawada: Junpei Hayami
- Kousei Tomita: Danbei Hayami
- Nobuyo Tsuda: Panther Zora
- Noriko Watanabe: Sister Jill
- Hiroshi Masuoka: Naojiro Hayami
- Katsuji Mori: Seiji Hayami
- Nobuyo Tsuda: Tsuneni Miharu
- Noriko Tsukase: Ms. Alphonne

## Episodi
| Nº | Giapponese 「Kanji」 - Rōmaji                                | In onda          | In onda |
| Nº | Giapponese 「Kanji」 - Rōmaji                                | Giapponese       |         |
| 1  | 「黒い爪がハートを掴む」 - Kuroi Tsume ga Hāto o Tsukamu     | 13 ottobre 1973  |         |
| 2  | 「夜の火牡丹剣の舞い」 - Yoru no Hi Botan Tsurugi no Mai     | 20 ottobre 1973  |         |
| 3  | 「赤い斧が罠を張る」 - Akai Ono ga Wana o Haru               | 27 ottobre 1973  |         |
| 4  | 「美しヶ森に悪魔を見た」 - Utsukushī ga Mori ni Akuma o Mita | 3 novembre 1973  |         |
| 5  | 「紅の空は悪魔の呪い」 - Kurenai no Sora Wa Akuma no Noroi   | 10 novembre 1973 |         |
| 6  | 「夢を裂く黒い鋏」 - Yume o Saku Kuroi Hasami                | 17 novembre 1973 |         |
| 7  | 「黒豹が唄う死の踊り」 - Kurohyō ga Utau Shi no Odori        | 24 novembre 1973 |         |
| 8  | 「悪魔が呼ぶ蒼い海底」 - Akuma ga Yobu Aoi Kaitei            | 1º dicembre 1973 |         |
| 9  | 「悪魔の口笛を消せ」 - Akuma no Kuchibue o Kese              | 8 dicembre 1973  |         |
| 10 | 「霧にむせぶ幻の城」 - Kiri ni Musebu Maboroshi no Shiro     | 15 dicembre 1973 |         |
| 11 | 「黄金に手を出すな」 - Ōgon ni Te wo Dasuna                  | 22 dicembre 1973 |         |
| 12 | 「赤い真珠は永遠(とわ)に」 - Akai Shinju wa Eien Ni          | 29 dicembre 1973 |         |
| 13 | 「涙は谷間の奥深く」 - Namida wa Taniai no Okubukaiku        | 5 gennaio 1974   |         |
| 14 | 「ああ学園最後の日」 - Aa Gakuen Saigo no hi                 | 12 gennaio 1974  |         |
| 15 | 「怒りの涙でふり返れ」 - Ikari no Namida de Burikaere        | 19 gennaio 1974  |         |
| 16 | 「カジノより愛をこめて」 - Cajino Yori Ai o Komete           | 26 gennaio 1974  |         |
| 17 | 「北の果てに嵐は消えて」 - Kita no Hatte ni Arashi wa Kiete  | 2 febbraio 1974  |         |
| 18 | 「燃え上がる熱い血潮」 - Moeagaru Akai Chishio               | 9 febbraio 1974  |         |
| 19 | 「遥かなる荒野に咲く花」 - Harukanaru Koya ni Saku Hana      | 16 febbraio 1974 |         |
| 20 | 「失われた伝説の都」 - Ushinawareta Kasetsu No Miyako        | 23 febbraio 1974 |         |
| 21 | 「緑の野に立つ黒い影」 - Midori no Ya ni Tatsu Kuroi Kage    | 2 marzo 1974     |         |
| 22 | 「あこがれのパラダイス学園」 - Akogare no Paradise Gakuen    | 9 marzo 1974     |         |
| 23 | 「妖しきサソリ座の女」 - Ayashiki Sasoriza no Onna           | 16 marzo 1974    |         |
| 24 | 「誇り高き挑戦者の詩」 - Hokori Takaki Chosensha no Uta      | 23 marzo 1974    |         |
| 25 | 「地獄に散った毒の花」 - Jigoku ni Chitta Doku no Hana       | 30 marzo 1974    |         |

## Colonna sonora
Sigla di apertura
- Cutie Honey (キューティーハニー?), testo di Clode Q, cantata da Yoko Maekawa.

Sigla di chiusura
- Yogiri no Honey (夜霧のハニー?), testo di Akira Ito, cantata da Yoko Maekawa.